# Маленькая барабанщица (мини-сериал)
«Маленькая барабанщица» (англ. The Little Drummer Girl) — мини-сериал, основанный на одноимённом романе писателя Джона ле Карре. Является совместным проектом британского канала BBC и американского AMC. Премьера состоялась 28 октября 2018 года на BBC One. Все шесть эпизодов мини-сериала снял южнокорейский режиссёр Пак Чхан Ук.

## Экспозиция
В 1979 году Моссад вербует талантливую начинающую английскую актрису и внедряет её в палестинскую террористическую ячейку, планирующую теракты в Европе.

## Персонажи
- Майкл Шеннон — Мартин Курц
- Александр Скарсгард — Гади Беккер
- Флоренс Пью — Чармиан «Чарли» Росс
- Майкл Мошонов[англ.] — Шимон Литвак
- Симона Браун[англ.] — Рахиль
- Джефф Вильбуш — Антон Местербайн
- Клер Холман[англ.] — мисс Бах
- Дэниэл Литман[англ.] — Даниэль
- Кейт Самптер — Роза
- Геннадий Флейшер — Швили
- Алессандро Пьявани — Россино
- Амир Хури — Мишель
- Чарльз Дэнс — Пиктон
- Александр Байер — доктор Пауль Алексис
- Любна Азабаль — Фатме
- Макс Айронс — Эл
- Катарина Шюттлер[англ.] — Хельга
- Бетани Мьюир — Софи.
- Шариф Гаттас — Халиль Аль Хадар
- Ибен Акерлие — Анна Витген

## Эпизоды
| № | Название    | Режиссёр    | Автор сценария | Дата премьеры в Британии | Дата премьеры в США | Зрители в Британии (млн.) | Зрители в США (млн.) |
| - | ----------- | ----------- | -------------- | ------------------------ | ------------------- | ------------------------- | -------------------- |
| 1 | «Episode 1» | Пак Чхан Ук | Майкл Лессли   | 28 октября 2018          | 19 ноября 2018      | 8,17                      | 0,4                  |
| 2 | «Episode 2» | Пак Чхан Ук | Майкл Лессли   | 4 ноября 2018            | 19 ноября 2018      | 5,82                      | 0,4                  |
| 3 | «Episode 3» | Пак Чхан Ук | Клер Уилсон    | 11 ноября 2018           | 20 ноября 2018      | н/д                       | 0,23                 |
| 4 | «Episode 4» | Пак Чхан Ук | Майкл Лессли   | 18 ноября 2018           | 20 ноября 2018      | н/д                       | 0,23                 |
| 5 | «Episode 5» | Пак Чхан Ук | Клер Уилсон    | 25 ноября 2018           | 21 ноября 2018      | н/д                       | 0,3                  |
| 6 | «Episode 6» | Пак Чхан Ук | Майкл Лессли   | 2 декабря 2018           | 21 ноября 2018      | н/д                       | 0,3                  |

## Критика
Рейтинг сериала на Rotten Tomatoes 95 % со средним баллом 7,77 из 10 на основании 67-ми рецензий. Консенсус критиков сайта гласит: «„Маленькая барабанщица“ марширует к стабильному ритму уверенного сюжета, выдающейся режиссуры и исключительно подобранных актёров, делая терпимым медленно тлеющий темп сериала». На сайте Metacritic у мини-сериала средневзвешенный рейтинг 75 из 100 на основании 18-ти рецензий, что соответствует «в основном хвалебным отзывам».
Ричард Лоусон из Vanity Fair похвалил игру Флоренс Пью, но сериал в целом назвал неидеальным. Алан Сепинуолл, автор Rolling Stone, поставил «Маленькой барабанщице» 3,5 звезды из 5, хваля актёрскую игру и сочную подачу, однако ругая слишком запутанную историю. Он подметил, что сериал следует формуле признанного критиками «Ночного администратора» — телевизионной адаптации другого романа ле Карре. Джуди Берман, обозреватель Time, положительно оценила созданное в сериале напряжение, исследующее моральные дилеммы и наследие британской внешней политики на Среднем Востоке, а также наличие неоднозначных персонажей с обеих сторон конфликта.
Трой Паттерсон из издания The New Yorker описал сериал как «неуловимо пикантный геополитический триллер, сведённый к упражнению по психологическому напряжению». Он также отметил игру Флоренс Пью, Александра Скарсгарда и Майкла Шеннона. Мэтт Золлер Сейтц в рецензии для Vulture описал «Маленькую барабанщицу» как сериал, «созданный с размахом, умный, аппетитно пёстрый, интересный скорее для размышлений о нём, чем для просмотра». Джесси Шедин из IGN оценил сериал в 8,2 звезды из 10, похвалив «завораживающее» исполнение Пью и сильное режиссёрское видение Пака Чхан Ука, помогающее преодолеть изъяны повествования.